# Baszkirski Państwowy Uniwersytet Rolniczy
Baszkirski Państwowy Uniwersytet Rolniczy (baszk. Башҡорт дәүләт аграр университеты – БДАУ, ros. Башкирский государственный аграрный университет – БГАУ) – baszkirska publiczna uczelnia wyższa, zlokalizowana w Ufie.
Uczelnia została założona w 1930 roku jako Baszkirski Instytut Rolniczy (Башкирский сельскохозяйственный институт). W 1947 roku utworzony na nim Wydział Leśnictwa, a w 1950 Wydział Mechanizacji Rolnictwa. Stopniowo poszerzano infrastrukturę instytutu, w latach 1954–1964 wybudowano główny budynek akademicki, klinikę weterynaryjną oraz dom studencki. W 1980 roku uczelnia została odznaczona Orderem Czerwonego Sztandaru Pracy za kształcenia wysokokwalifikowanych ekspertów w dziedzinie rolnictwa oraz za osiągnięcia naukowe. W 1993 uczelnia otrzymała status uniwersytetu państwowego.
W skład uczelni wchodzą następujące jednostki administracyjne:
- Departament Mechanizacji Rolnictwa
- Wydział Agronomii
- Wydział Technologii Produktów Zwierzęcych
- Wydział Ekonomiczny
- Wydział Inżynierii Elektrycznej i Automatyki
- Wydział Technologii Żywności
- Wydział Leśnictwa i Zarządzania Krajobrazowego
- Wydział Nauk Weterynaryjnych